# ناوشکن کلاس ایلوین
دیسترویر کلاس ایلوین (به انگلیسی: Aylwin-class destroyer) یک کلاس از کشتی است که طول آن ۳۰۵ فوت ۳ اینچ (۹۳٫۰۴ متر) می‌باشد.